# Das Kamel geht durch das Nadelöhr (1970)
Das Kamel geht durch das Nadelöhr ist eine deutsch-österreichische Filmkomödie von 1970. Die Handlung basiert auf dem gleichnamigen Lustspiel in drei Akten von František Langer von 1923.

## Handlung
Frau Peschta wurde einst von einem reichen Herrn mit einem kleinen Kind sitzengelassen, nun lebt sie mit ihrem Mann und ihrer (inzwischen erwachsenen) Tochter Susi in bescheidenen Verhältnissen. Herr Peschta treibt Geld auf, indem er auf der Straße in Gegenwart reicher Herrschaften sich fallenlässt, einen schweren Rheumatismus vortäuscht und sich nach Hause bringen lässt. Dadurch sehen die Reichen seine ärmliche Wohnung und vermitteln ihm Unterstützung durch Wohltätigkeitsvereine. Als er wieder einmal diesen Trick anwendet, gerät er an den Bankier Herrn Wilhelm und dessen Sohn Ali. Dieser hat sofort ein Auge auf Susi geworfen und lädt sie noch am selben Tag zu einem Spaziergang ein, um sie besser kennenzulernen.
Eigentlich soll Ali Helene heiraten, doch diese Verbindung wurde nur aus geschäftlichen Gründen von den Eltern eingefädelt, beide empfinden keine Leidenschaft füreinander und die Verlobungsfeier wird immer wieder aufgeschoben.
Indessen sind sich Susi und Ali nähergekommen, sie zieht in seine Junggesellenwohnung und macht sich mit den Geschäften an der Börse vertraut. Sie zeigt großen Sinn fürs Geschäft und verdient dort bald ein Vermögen – im Gegensatz zu Ali, der zwar als Nachfolger seines Vaters in der Bank vorgesehen ist, sich aber eigentlich nicht fürs Geschäft interessiert. Das verdiente Geld will Susi in ein Milchgeschäft investieren, das ihre Mutter leiten soll.
Als Alis Vater von dessen Beziehung zu Susi erfährt, ist er wütend über die unstandesgemäße Verbindung, sieht die Hochzeit mit Helene in Gefahr und wirft Susi aus Alis Wohnung. Ali begehrt gegen seinen Vater auf und arbeitet mit Susi und ihren Eltern in dem neugegründeten Milchgeschäft. Doch dann gerät Susis neu erworbener Wohlstand in Gefahr: Sie hat Geld in Aktien einer Firma investiert, die Helenes Vater gehört. Durch deren geplatzte Hochzeit ist auch ein wichtiges Geschäft zwischen Alis Vater und Helenes Familie geplatzt, und Susis Aktien verlieren an Wert. Doch weil Alis Butler Franz Josef und dessen Frau dieselben Aktien gekauft haben, bekommen sie genug zusammen, um mit ihrem Stimmenanteil Alis Vater zu zwingen, Ali wieder einzustellen und einer Hochzeit mit Susi zuzustimmen.

## Produktion
Der Film ist eine Koproduktion von ORF und ZDF, hergestellt von der Neue Thalia Film GmbH Wien. Die Erstausstrahlung in Österreich war am 10. September 1970, in Deutschland am 18. Juli 1971. Bereits 1960 lief im deutschen Fernsehen eine andere Verfilmung desselben Schauspiels, unter dem gleichen Titel und ebenfalls mit Jane Tilden in der Rolle der Frau Peschta.